# オスマン・ジャマ・アリ
オスマン・ジャマ・アリ、通称カルーン (英語: Osman Jama Ali, ソマリ語: Cusmaan Jaamac Cali [Kalluun], アラビア語: يوسف علي ) はソマリアの政治家。ソマリア暫定国民政府時代の当初に副首相を務め、首相が議会に解任されたため、首相代理を2週間務めた。子供は6人。

## 経歴
1941年にイギリス領ソマリランドに生まれる。実家は遊牧民だった。
ソビエト連邦のレニングラードで7年間、電子工学を学んだ。

### バーレ政権
ソマリアでは1969年にモハメド・シアド・バーレがクーデターで大統領になった。カルーンは1973年まで国営放送の主任技術者だったが、1973年12月13日に水産海洋資源大臣に任命され、1984年まで務めた。その後の5年間は政党役員を務めた。1989年4月13日に労働住宅大臣に任命された。

### イギリス移住
ソマリア内戦でバーレ大統領が追放され、カルーンは1991年にイギリスに亡命した。この時を振り返ってカルーンは「私は多くのソマリ人と同様、エチオピア、ジブチ、ケニア、イギリスの4カ国が大嫌いだったが、この時はこの4カ国がソマリアからの難民を受け入れてくれた」と語っている。
1993年、カルーンは道徳団体モラル・リアーマメント（現イニシアティブス・オブ・チェンジ）に参加した。

### ソマリア政界に復帰
2000年にソマリア暫定国民政府が成立すると、カルーンは初代の副首相に任命された。2001年に首相のアリ・カリフ・ガライドが議会から不信任決議されたため、次期首相が任命されるまでの2週間、首相代理を務めた。その後も2003年まで副首相を務めた。
2004年にソマリア暫定国民政府は、対立する軍閥を包括する形でソマリア暫定連邦政府に形を変えた。カルーンは2004年のソマリア大統領選挙に立候補するが落選。結局、閣僚にも議員にもならなかった。
2006年にイギリスで「対話と民主主義のためのソマリイニシアチブ」を設立し議長となる。2008年には論文「ソマリアのための民主的で非氏族志向の政府システムへの移行の提案」を発表。
2009年時点でイギリスのロンドンに在住。
2014年5月、ソマリアの閣僚評議会はカルーンを独立憲法審査実施委員会の5人の委員の一人に指名し、6月に連邦議会に承認された。